# جین لویت
جین لِویت (انگلیسی: Gene Levitt؛ ‏ ۲۸ مهٔ ۱۹۲۰ – ۱۵ نوامبر ۱۹۹۹) فیلم‌نامه‌نویس، تهیه‌کننده تلویزیونی، کارگردان تلویزیونی اهل ایالات متحده آمریکا بود.